# El dependiente (novela)
El dependiente (en inglés, The Assistant) es la segunda novela publicada por el escritor judíoestadounidense Bernard Malamud. Se publicó por primera vez, en inglés, en 1957. Ambientada en Brooklyn a comienzos de la década de 1950, la novela tematiza las experiencias de los inmigrantes de primera y segunda generación en los Estados Unidos, a través de tres personajes principales: el judío Morris Bober, propietario de una tienda de ultramarinos con serios problemas económicos; el italoestadounidense Frank Alpine, un pequeño delincuente que empieza a trabajar como dependiente en la tienda; y la hija de Morris, Helen Bober.